# 加勒比海皇后
加勒比海皇后（Caribbean Queen）英語情歌歌曲及MV；1980年代著名英國黑人歌手比利·歐遜（千里達與托巴哥籍）演唱，出自1985年《Suddenly》專輯，曲風是藍調（節奏藍調），為此歌奪得美國流行音樂排行榜POP冠軍，及葛莱美奖年度最佳藍調歌曲，薩克斯風吹奏令人激賞。